# Stefano Bonilli
Stefano Bonilli (Bosco Chiesanuova, 13 febbraio 1945 – Roma, 3 agosto 2014) è stato un imprenditore, giornalista enogastronomico e blogger italiano, fondatore della rivista culinaria Gambero Rosso.

## Biografia
Stefano Bonilli nasce nel 1945 nel paese veneto di Boscochiesanuova ma cresce e si forma a Bologna.
Entra negli ambienti del giornalismo verso la metà degli anni ottanta lavorando prima per il manifesto e in seguito per la RAI. Nella redazione de il manifesto, accomunati dalla voglia di rendere più accessibile il cibo della buona tavola, Bonilli diventa un buon amico di Carlo Petrini, ma si perdono di vista quando Bonilli va a lavorare alla RAI. I due amici si ritrovano nel 1986 e insieme fondano Arcigola, la prima pietra del movimento Slow Food. Arcigola, da lì a poco, con Bonilli e Daniele Cernilli, avrebbe dato vita alla rivista Gambero Rosso e nel 1987 alla guida Vini d'Italia, entrambe in un primo momento inserti de il manifesto. All'inizio degli anni novanta le strade di Slow Food e di Gambero Rosso cominciano a separarsi e, nel 1999, Bonilli fonda il canale tematico RaiSat Gambero Rosso Channel.
Nel 2008 Bonilli è stato licenziato a sorpresa dalla redazione de Il Gambero Rosso dal nuovo amministratore del gruppo Gambero Rosso Holding Paolo Cuccia causa un presunto buco di venti milioni di euro, anche se Bonilli ne ha sempre negato l'esistenza. Nel 2010 il tribunale di Roma gli ha dato ragione e ha condannato il Gambero Rosso a risarcirlo per l'ingiusto licenziamento.
Negli anni seguenti Bonilli supera l'amarezza del licenziamento sviluppando il suo blog personale, il Papero Giallo, in rete già dal 2004, e lanciando la Gazzetta Gastronomica,  un magazine online che in poco tempo diventa una delle voci più autorevoli dell'informazione gastronomica su Internet.
Stefano Bonilli muore a 69 anni, per un infarto, nella notte tra il 3 e il 4 agosto 2014 a Roma dopo essere stato ricoverato in  ospedale il giorno precedente per un malore.
Il contenuto del suo famoso blog Papero Giallo è stato salvato dall'oblio digitale ed è consultabile tale e quale alla URL https://www.varie.eu/siti/sitopaperogiallo/